# Pijporgel

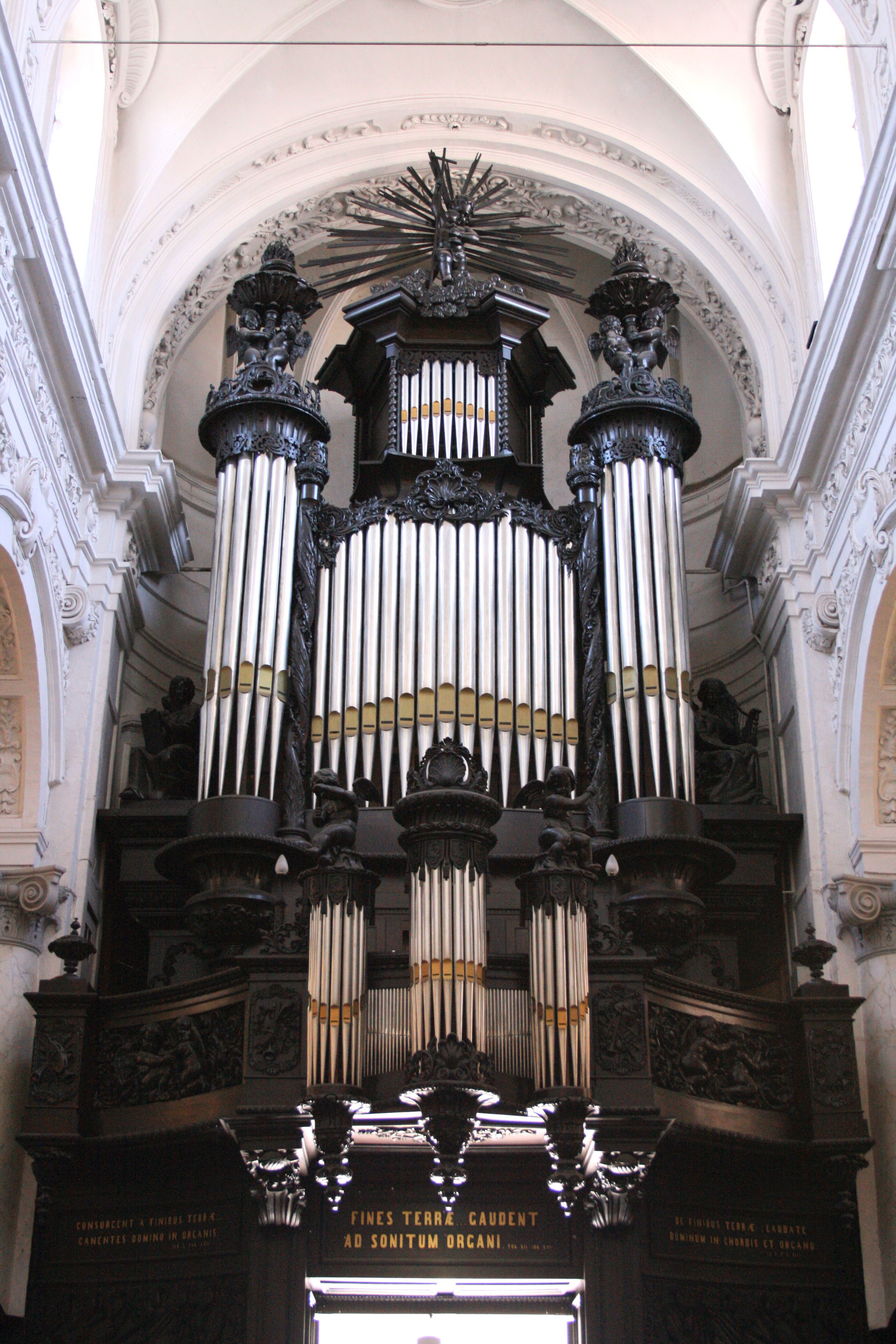
Pijporgel uit 1849-1856 van Hippolyte Loret in de Finistèrekerk te Brussel

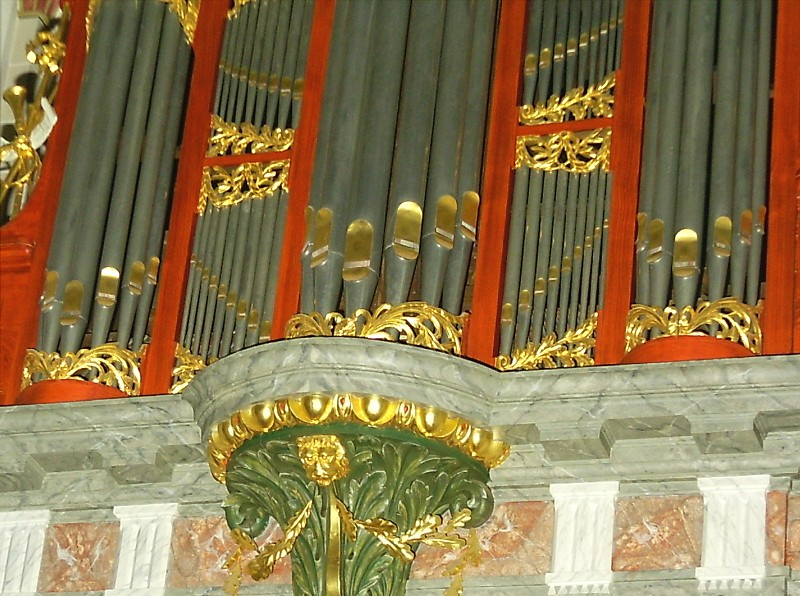
Orgel van de Jacobikerk in Utrecht

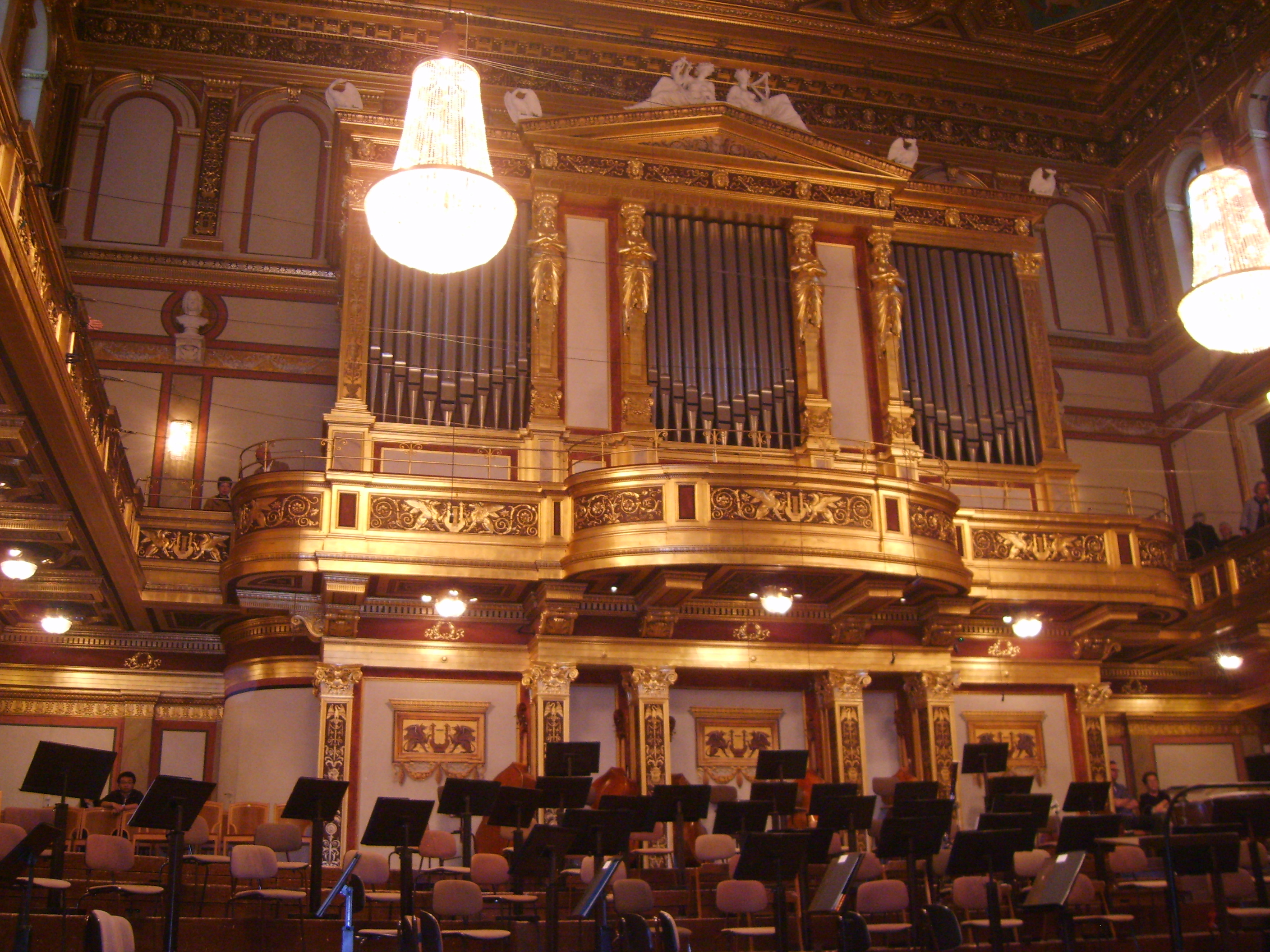
Concertorgel van de Wiener Musikverein

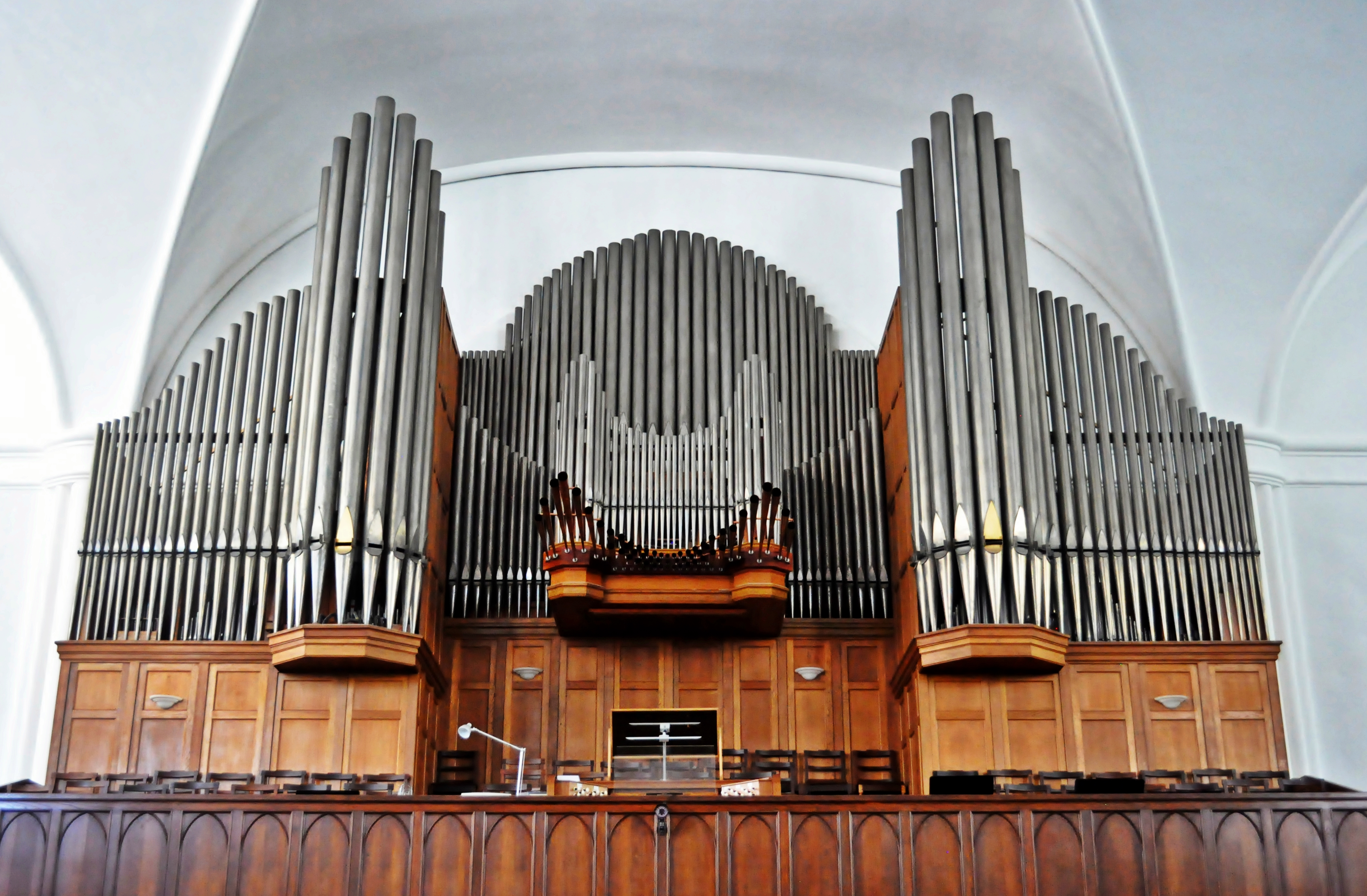
Orgel in de Groote kerk te Kaapstad

Het pijporgel is een muziekinstrument dat bestaat uit onder meer een aantal orgelpijpen – meestal ondergebracht in een orgelkas – en een windvoorziening. 
Vanouds zijn alle orgels pijporgels en sprak men kortweg van orgels. Het woord pijporgel is ontstaan om verwarring met een elektronisch orgel of harmonium te vermijden.

## Algemene kenmerken
De bespeling door een organist geschiedt door middel van een of meer klavieren, ook 'manualen' genoemd, en een pedaal (een met de voeten bediend klavier). De pijpen hebben elk een eigen klank, meestal als imitatie van een muziekinstrument, en door het instellen van registers kan de organist kiezen welke orgelpijpen hij gebruikt.
Wanneer de organist een toets indrukt, zorgt een mechaniek ervoor dat er vanuit de windvoorziening lucht in een of meer pijpen stroomt. Afhankelijk van de grootte, de vorm en het materiaal van de pijpen kan een grote verscheidenheid aan klanken voortgebracht worden. Vrijwel ieder pijporgel is verschillend van samenstelling. De kleinste orgels hebben één klavier en één rij pijpen: voor iedere toets van het klavier een pijp. De grootste orgels hebben vijf of zelfs zes klavieren en een pedaal en meer dan tienduizend pijpen, verdeeld over pijpenrijen die met honderden registerknoppen bediend kunnen worden.
Orgels komen veel voor in Europa en in Noord-Amerika en worden vooral aangetroffen als kerkorgel en ook wel als concertorgel of huisorgel. Als krachtig instrument dat door één persoon bespeeld kan worden beschouwen veel christelijke kerken het orgel als een geschikt middel voor de begeleiding en omlijsting van de samenzang tijdens kerkdiensten. Veel componisten, onder wie Johann Sebastian Bach, hebben muziek voor het orgel geschreven, zowel voor kerkelijk als niet-kerkelijk gebruik, zodat er een uitgebreide orgelliteratuur is ontstaan, die bij orgelconcerten ten gehore wordt gebracht.
Een bijzonder soort pijporgel is het theaterorgel, dat met name aan het begin van de 20e eeuw gebouwd werd voor de begeleiding van stomme films.
Het elektronisch orgel is meestal bedoeld als imitatie van het pijporgel. Het wordt vooral gebruikt in huiskamers en kleine zalen. Het wordt steeds meer vervangen door het virtueel pijporgel, ook als aanvulling op het bestaande pijporgel, waardoor een hybride orgel ontstaat.
In het systeem van Sachs-Hornbostel wordt het pijporgel ingedeeld als aerofoon.

## Geschiedenis
Het pijporgel heeft een lange geschiedenis. Het is een van de weinige 'antieke' instrumenten die nog frequent worden bespeeld. Het heeft (zoals zoveel instrumenten) hoofdzakelijk in Europa een grote bloeiperiode gekend, vooral om religieuze redenen. Ook in de rijkere burgermilieus was een positief als begeleidingsinstrument eeuwenlang geen zeldzaam verschijnsel.

### Oudheid

#### De uitvinding van het waterorgel
Wanneer het orgel precies is ontstaan is niet bekend. De oudste bronvermelding dateert uit ongeveer 246 v.Chr.. Rond deze datum construeerde de Griek Ktesibios van Alexandrië een muzikaal speelgoed dat mechanisch door pompen wordt bediend. Hij noemde zijn instrument hydraulis (ὕδραυλις, van de Griekse woorden ὕδωρ (hudōr) voor water en αὐλός (aulos) voor pijp). Dit apparaat bezat wel de vaste delen van wat wij nu een orgel noemen, maar de druk werd geregeld door water, zoals de naam aangeeft. Het was een eenvoudig instrument met slepen die met de hand bediend werden.
Een soortgelijk instrument, met één register, wordt in de eerste eeuw na Chr. beschreven door Heron, ook uit Alexandrië. De architect Vitruvius beschrijft, één of twee generaties voor Heron, al een ingewikkelder orgel met twee zuigerpompen en tot acht verschillende registers.
Tot zeker in de 4e eeuw na Christus was de hydraulis nog in gebruik als populair luxe-instrument. In de Hellenistische en Romeinse cultuur speelde het orgel een belangrijke rol bij muziekwedstrijden en (seculiere) plechtigheden.
De oudste orgelresten, uit 228 na Christus, zijn gevonden in Aquincum en gerestaureerd.

#### De opkomst van het orgel met balgen
De eerste grote verandering bestond erin om de luchtdruk te stabiliseren in een blaasbalg, vermeld door Julius Pollux (2e eeuw na Christus). Dit apparaat werd organum pneumaticum genoemd (Grieks: πνευματικὸν ὄργανον, pneumatikon organon, letterlijk ademwerktuig); zie Athenaeus van Naucratis (Ath. 4174C).
Na de ondergang van het West-Romeinse rijk verdween het orgel uit West-Europa. Het bleef bestaan in het Oost-Romeinse Rijk. Ook in de Arabische wereld stonden orgels. Deze instrumenten vormden vooral een symbool van macht en rijkdom.

### Middeleeuwen

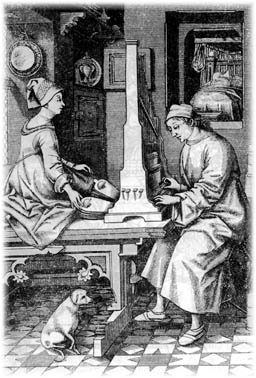
Positief dat bespeeld wordt en een calcante die twee handblaasbalgen bedient

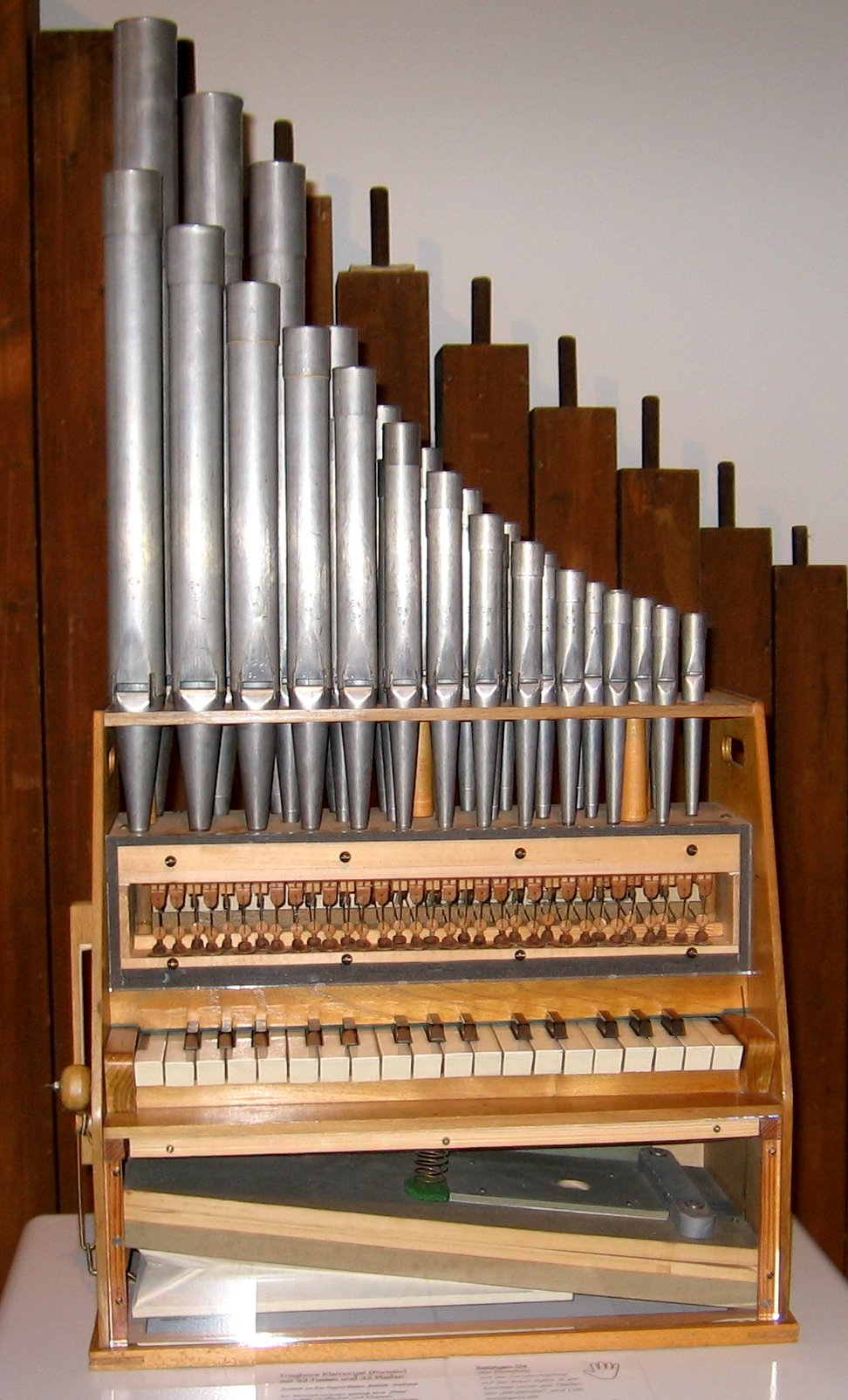
Een portatief in het orgelmuseum te Borgentreich

In 757 kwam het orgel terug in West-Europa als een cadeau uit Byzantium. De Byzantijnse keizer Constantijn schonk toen een orgel aan koning Pepijn de Korte, vader van Karel de Grote. Geleidelijk aan zou het orgel geïntroduceerd worden in talloze kerken.
Thomas van Aquino (1225-1274) omschreef het orgel als een instrument dat 'de ziel verheft'.
In de middeleeuwen werden kleinere orgels ontwikkeld: het portatief en het positief. Het portatief (van het Latijnse portare, dragen) werd vooral in wereldlijke muziek gebruikt, al kon het ook dienstdoen als draagbaar processieorgel. Het positief (van positus, neergezet) was groter dan het portatief, kon ook verplaatst worden, maar had een assistent nodig om de balgen te bedienen. Het werd vaak voor de koorzang gebruikt.
In de 14e en 15e eeuw ontwikkelden zich naast deze kleine verplaatsbare instrumenten eveneens grote vaste opgestelde instrumenten. Het oudste bespeelbare orgel ter wereld bevindt zich in een kerk te Sion in Zwitserland. Het dateert van 1388 of 1435. Het is een zogenaamd "zwaluwnestorgel", met andere woorden, het hangt aan de muur. Dit middeleeuwse orgel is nog in zeer goede staat en origineel wat de intonatie betreft. Verder vinden we nog enkele zeer oude instrumenten in Kiedrich, Ostönnen en Rysum in Duitsland en in Bologna (1471-1475) in Italië.
In de Koorkerk in Middelburg bevindt zich de kas van het Peter Gerritsz-orgel uit 1477–1479, dat afkomstig is uit de Nicolaïkerk in Utrecht. De Sint-Germanuskerk in Tienen bevat een oude orgelkast uit 1493.
De middeleeuwse orgels hadden een zeer eigen karakter. Zij hadden slechts één familie van registers (de prestanten) en nog geen registratiemogelijkheden. Dat wil zeggen dat er meerdere pijpen per toets zijn die steeds meeklinken, het zogenaamde blokwerk of mixtuurorgel. Men kon alleen maar het volle werk bespelen. Het trekken van de registers is voornamelijk ontwikkeld vanaf de Renaissance.
Met de uitvinding van het 'wellenbord' werd ook het mechaniek verbeterd; de tractuur werd een ware doolhof van latjes en kleppen, waardoor een meerstemmig spel mogelijk werd en de melodie sierlijker kon worden uitgevoerd.
In de laatste decennia van de middeleeuwen werd het pedaal in Italië ingevoerd. Langzaam verspreidde dit extra klavier voor de voeten zich naar de rest van Europa en op het einde van de 14e eeuw kwam er hier en daar een pedaal voor van 12 noten met een zelfstandige registratuur.

### Renaissance
De eeuwwisseling 1500-1600 bracht zowel op technisch als op muzikaal gebied vernieuwingen. Het blokwerk, dat niet de mogelijkheid had om begeleid solowerk uit te voeren, kreeg een vervangend systeem, namelijk de springlade en sleeplade. Deze springlade of sleeplade gaf de organist de mogelijkheid de aparte registers te gebruiken. Dit bracht met zich mee dat kort na 1500 het orgel meer kleur en effecten kreeg. Elk land ontwikkelde zijn eigen typische smaken, met de daaraan vasthangende nieuwe registers, zoals de "flûtes", de "quintadena" en de "rohrflöte". Ook het regaal, dat oorspronkelijk een apart instrument was, deed zijn intrede.
Aanvankelijk wendde men vooral de springlade aan. Uiteindelijk zou dit ladetype in de tweede helft van de 17e eeuw plaatsmaken voor de sleeplade.

### Barok (17de en 18de eeuw)

#### Frankrijk

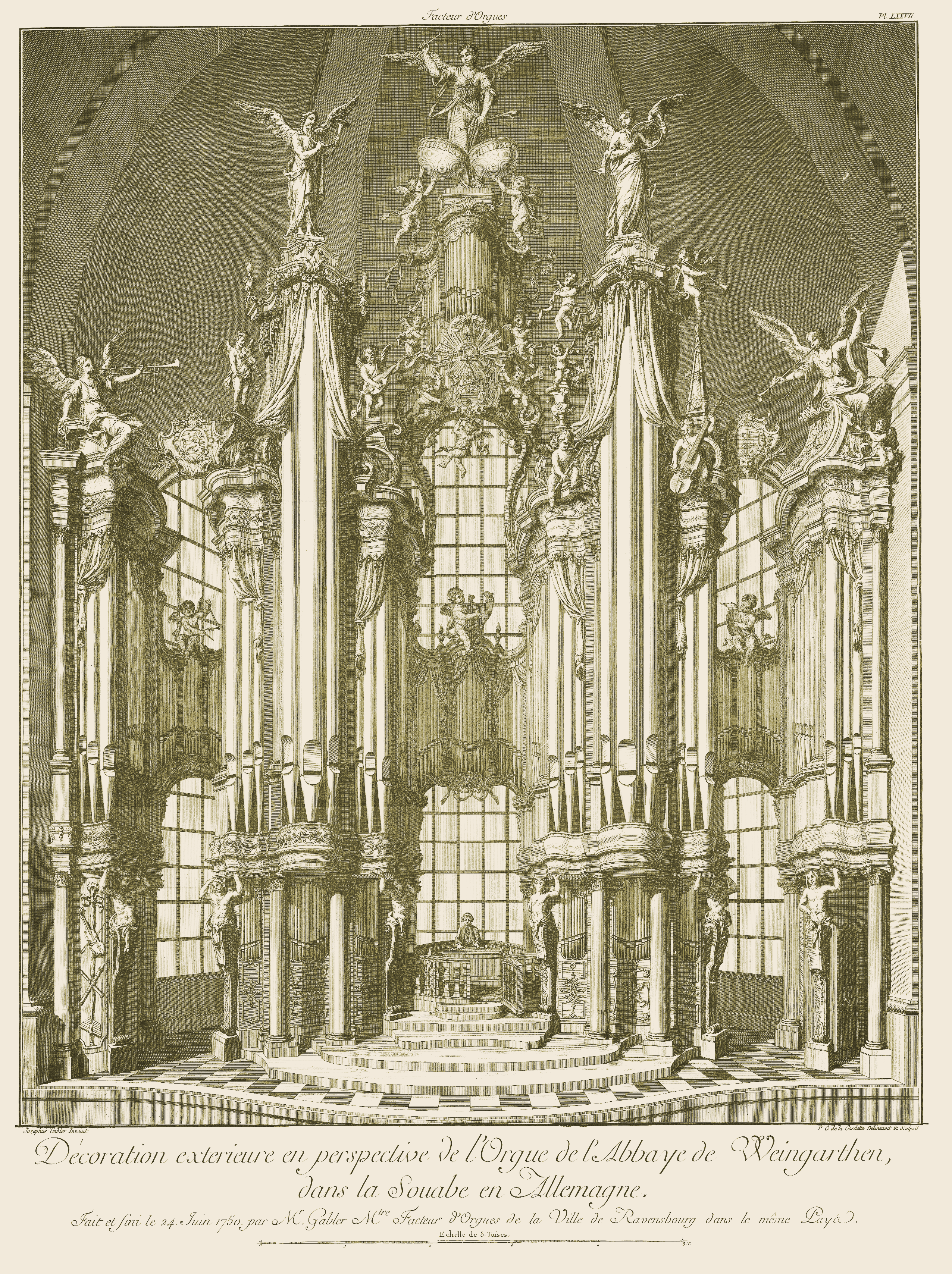
Orgel van de Abdij van Weingarten
Gravure: François Bédos de Celles, L'art du Facteur d'Orgues, 1766

In de 17e eeuw beleefde Frankrijk zijn gouden eeuw. De macht van de koning was op dat moment bijna even groot als die van de Paus in Rome. Lodewijk XIV liet zich een groot lustslot bouwen te Versailles en uiteraard was er een kapel met een orgel van de belangrijke orgelbouwer Clicquot. Daarnaast werd er ook een orgel gebouwd voor de dauphin met als doel 'niet-religieuze' muziek. Het Franse klassieke orgel kende een waar hoogtepunt in het midden van de 17e eeuw. Een zeer verfijnde registratie kwam tot stand. Deze Franse school heeft heel de Europese orgelbouw beïnvloed. Ook de orgelliteratuur in Frankrijk is zeer karakteristiek. De belangrijkste componisten staan in dienst van de Zonnekoning.
Het orgel kan ingedeeld worden in het 'Grand Orgue', 'Positif' en het 'Récit'. Er zijn nog een paar Franse orgels die overblijven zoals het Grand Orgue gebouwd door Dom François Bédos de Celles (1709 – 1779) te Bordeaux.

#### Duitsland
Gottfried Silbermann was een van die orgelbouwers, die in Parijs vol bewondering de Franse school proefden. Later, terug in Duitsland, zou hij onder invloed van het Parijse orgel de Duitse orgelbouw laten uitgroeien. Naast Silberman moet men de componist en organist Johann Sebastian Bach vermelden, daar zijn werken furore maakten op de orgels van Silbermann. Dit wordt wel algemeen aangenomen maar het is waarschijnlijk niet het geval, Bach moest niets hebben van de 1/5 kommastemming van Silbermann en had meer waardering voor het werk van Hildebrand.
De invloed van Frankrijk op Duitsland was niet zo verregaand dat de Duitse orgelbouw een imitatie van de Franse zou zijn. Bach had grondige kritiek op de Franse orgelbouw: de cimbels en de mixturen waren volgens hem niet scherp en hoog genoeg. Vandaar dat het Duitse orgel een zeer scherpe en doordringende klank kreeg. Het bijzondere van een Duits orgel, en meer bepaald van een Silbermannorgel, lag in de eenheid van het instrument, zonder dat het afbreuk deed aan de polyfone schrijfwijze van Bachs composities.
Voortbouwend op de traditie van Compenius en Scherer wist de Noord-Duitse orgelbouw rond 1700 een hoogtepunt te bereiken in de figuur van Arp Schnitger. Zijn invloed was groot in Noord-Nederland (Groningen, Zwolle), waar prachtige instrumenten gebouwd werden tussen 1700 en 1750.

#### Zuidelijke Nederlanden
Er ontstonden typische 'orgellandschappen', waarbij men binnen bepaalde gebieden van 'scholen' spreekt. Zo wordt de barokke orgelbouw in het huidige West-Vlaanderen gekenmerkt door een zeer behoudsgezinde aan de 17de-eeuwse 'kuststreek'-stijl. Tot ver in de 19de eeuw zal men in het 'Kust-Vlaamse' orgel het romantische conflict het liefst zo ver mogelijk uit de weg gaan. De 'Ieperse School' werd reeds ingezet met de orgelbouwersfamilie Langhedul die met het Zuid-Vlaamse orgeltype de basis legde voor het klassieke Franse orgel. Er is eerder sprake van een beïnvloeding vanuit Vlaanderen op Noord-Frankrijk dan omgekeerd. Deze stijl werd verder verspreid door de Ieperlingen Jan en Guilielmus Van Belle en de Bruggelingen Nicolaas Helewout en Boudewijn Ledou. Jan en Guilielmus Van Belle en Jacob Van Eynde kan men beschouwen als de afsluiter van de Langhedul-traditie en deze laatste meteen ook als de belangrijkste orgelbouwer in het graafschap tot het begin van de 18de eeuw. Na Van Eynde en zijn leerlingen zal de orgelbouwersfamilie Berger uit Brugge het typisch West-Vlaamse concept in ere houden.
In Brabant speelde het atelier van de Frans-Vlaming Jean-Baptiste Forceville een zeer belangrijke rol in de opleiding van gerenommeerde orgelbouwers zoals Pieter Van Peteghem, de eerste van een dynastie orgelbouwers. Forceville zal het hoogtepunt van de Vlaamse Barok realiseren en zal een school vormen die de hele 18de eeuw zal beheersen. Tijdens de 18de eeuw zal de familie Van Peteghem de Vlaamse rococo-orgelbouw een eigen gestalte geven. Men kan het werk van deze familie typeren als een variante op de Franse barok, al wijkt deze er meer van af dan bijvoorbeeld de orgelbouwers van de Luikse School. Andere orgelbouwers die in het spoor van J.-B. Forceville werkten zijn Egide Le Blas, Jean-Baptiste Goynaut en zijn eigen zoon Jean Thomas. De Frans-Vlaamse stijl, die Forceville in de orgelbouw van België heeft ingevoerd, heeft in België stand gehouden tot aan het eind van de 19e eeuw. Zo zullen ook de Nijvelse orgelbouwers als Adrien Rochet en Antoine Coppin bouwen met een klankideaal die verwant is aan deze Forceville-school. Net zoals Forceville, brak ook Christiaan Penceler, van Duitse afkomst, met de 17de-eeuwse orgelbouwtradities in de Zuidelijke Nederlanden. Waar J.-B.Forceville door organoloog Ghislain Potvlieghe de "vader van het Vlaamse rococo-orgel" genoemd wordt, wordt Penceler de "vader van de Kempische barok" genoemd. Een van zijn belangrijkste leerlingen was Jacobus Verbuecken die zich als zelfstandig orgelmaker in Geel vestigde.
In Limburg wordt vooral in de 18de eeuw het grootste gewicht in de schaal gelegd door orgelmakers uit de Luikse School. De belangrijkste 17de-eeuwse Luikse orgelmaker was Andries Severijn. De gouden eeuw van de Luikse orgelbouw begint aan het begin van de 18de eeuw, wanneer Philippe II Le Picard zich in Luik vestigt. Hij introduceerde een Frans georiënteerde bouwstijl die nog tot het midden van de 19de eeuw zou toegepast worden. Enkel het werk van Arnold Graindorge week enigszins af van de geijkte patronen doordat hij de Luikse principes binnen een classicistische context plaatste. De stijl van de Luikse School vormde in feite een variante op de Franse hoog-barok. Terwijl de Van Peteghem-stijl verder afweek van het Franse model, was de Luikse stijl door Philippe II Le Picard rechtstreeks geënt op het Noord-Franse model. Toch had het Luikse orgeltype ook eigen karaktertrekken zoals de aanwezigheid van een Sesquialtera, de hogere ligging van de mixturen en, bij kleinere tot middelgrote instrumenten, de klaviatuur aan de achterzijde, waarbij alle werken in één kas gevat zijn.

### Romantiek
Tegen het eind van de 18e eeuw was het orgel volledig klaar voor de Romantiek, dit onder andere dankzij Dom Bédos, die een compleet werk schreef: L'art du Facteur d'Orgues (1766) dat nog jaren zal dienen als basis voor restauraties en nieuwbouw. Het bouwen van orgels was een kunst geworden.
Alle evolutie die had geleid tot de pracht en de praal aan het Franse hof, zou later zeker doorwerken, ondanks de politieke aardverschuiving op 14 juli 1789. De Franse Revolutie brak uit en sleepte geheel Europa mee. De eeuwige macht van de kerk werd ter discussie gesteld en kunst was een zaak voor iedereen geworden. De Franse kunstwereld zou weer opbloeien met het keizerrijk dat Napoleon Bonaparte uitriep. Parijs bleef de stad van het licht en de kunst. In de nieuwe maatschappij werden de grote namen uit de romantiek geboren. De romantiek was in geheel Europa een tijd van bloei gedurende de 19e eeuw. Voor de orgelmuziek betekende het de uitbouw van crescendo's en decrescendo's. Dat bracht enkele technische veranderingen met zich mee. Een eerste vernieuwing was het fortissimopedaal. Dit was een pedaal waarmee men in een klap een aantal registers kon aan- of afzetten. Een tweede vernieuwing bestond reeds in de Spaanse orgelbouw, maar werd in de romantiek verder uitgebouwd: de ontwikkeling van een zwelkast. Dit was een gesloten kast met een aparte windlade die in een zeer snel tempo geopend kon worden zodat een crescendo-effect werd bereikt.
Het orgel evolueert mee met de symfonische muziek en groeide uit tot l'orgue monumental. Orgelkasten verdwenen en in de plaats daarvan kwamen pijpvlakken in een vrije opstelling. Deze grote projecten konden niet meer voorzien worden van een mechanische tractuur, zodat de pneumatiek zijn intrede deed. Dit is wellicht de grootste uitvinding van de orgelbouwers in de late 19e eeuw. Elke bouwmeester ging er prat op een eigen systeem te ontwikkelen met de daaraan verbonden octrooien.
De klank veranderde door systematisch meer en meer aliquoten weg te laten of te vervangen door vulwerken. De gehele registratie bestond voornamelijk uit 2-4-8-16-32voeters die een stabiele klank gaven. De tongwerken werden verbeterd en werden talrijker. Er werden orgels gebouwd met alle stijlen door elkaar, het chamadewerk dat zo typerend is voor een Spaans orgel, werd nu geïntroduceerd in het Franse orgel. Het klavier groeide verder uit zodat het orgel ten slotte meer weg had van een symfonisch orkest dan een solo-instrument.
Ontwikkelingen in de 19e-eeuwse orgelbouw vonden vooral plaats in Frankrijk en Duitsland, voornamelijk in de steden. In veel gebieden, waaronder Vlaanderen en Nederland, zou men nog lang de traditionele orgelbouwprincipes handhaven en slechts voorzichtig de romantische principes introduceren. Men bouwde in wat een classicistisch-romantische stijl genoemd wordt.

### 20e en 21e eeuw

#### Ontwikkelingen in de orgelbouw
Het controversiële karakter van de 20e eeuw had ook zijn gevolgen in de orgelbouw. Men kan twee richtingen onderscheiden. Een eerste richting geloofde steevast in de grote vernieuwingen van de pneumatische en de elektrische tractuur. Deze technieken brachten op alle gebied enorm veel mogelijkheden met zich mee.
Na een dertigtal jaren bleken deze systemen niet de ideale vondst te zijn. Zij gingen niet lang mee en men kreeg al snel een tweede groep bouwers die terugkeerde naar de oudere systemen op basis van mechanische tractuur.
 Men keerde hierbij terug naar de klankprincipes van het barokorgel. Deze heroriëntering op de orgelbouw uit de 17de en 18de eeuw, ook wel de 'Orgelbeweging' genoemd, was een reactie op de fabrieksmatig gebouwde instrumenten van het begin van de 20ste eeuw.
Echter, door toepassing van de elektronica in de 21e eeuw, zowel in de speeltafel als in het orgel, werd het alsnog mogelijk de speeltafel los van het orgel in een zaal op te stellen en de voordelen van elektrische tractuur te behouden.

#### Niet alleen kerkorgels
Reeds vanaf de 19de eeuw zijn er ook concertorgels in concertzalen te vinden. In de 20ste eeuw doet daarnaast het theaterorgel (ook wel cinema- of bioscooporgel) zijn intrede voor de muzikale omlijsting van stomme films. Daarnaast ontstaan de dansorgels, draaiorgels die in danszalen staan, van firmas zoals Decap en Mortier.

## Bouw van een orgel
Elk orgel is verschillend van klank, omdat orgels doorgaans niet in serie worden vervaardigd. Bovendien worden orgels aangepast aan de ruimte waarvoor ze bestemd zijn en aan de functie die deze ruimte heeft. Toch kunnen we in elk pijporgel steeds dezelfde basisonderdelen terugvinden.

### De speeltafel of klaviatuur

#### Manualen en pedaal

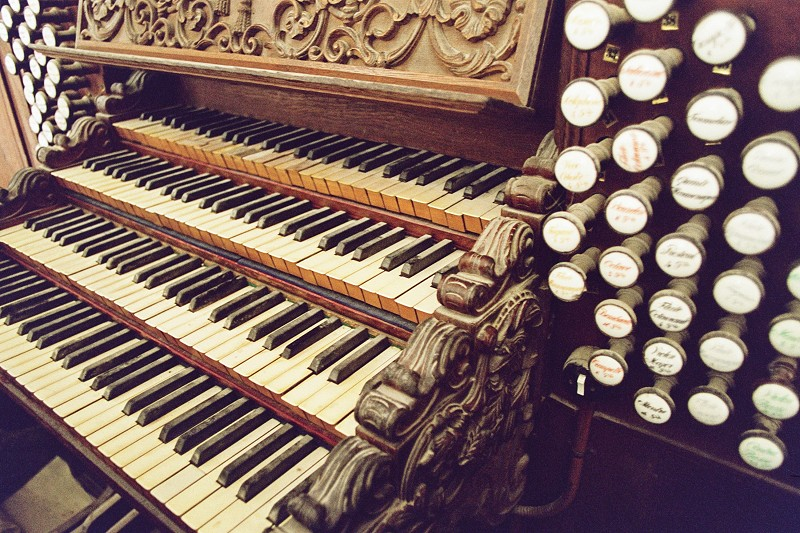
Orgelklavieren en registerknoppen, Averbode orgel

Een pijporgel heeft doorgaans een of meer manualen en een pedaal, dat met de voeten bespeeld wordt. Het aantal manualen kan oplopen tot zeven bij zeer grote orgels. Met registerknoppen kunnen series pijpen gekoppeld worden aan (een deel van) de manualen of het pedaal. Een organist leest doorgaans van bladmuziek die in twee tot vier balken genoteerd wordt van boven naar beneden: beide handen (en pedaal).

#### Speelhulpen
In het aanvangsstadium was er maar één eenvoudig manuaal dat als begeleiding diende. Door de eeuwen heen werd er extra mogelijkheden aan het orgel toegevoegd.
Koppelingen
Bij een orgel met verschillende manualen en pedaal kan men door middel van een koppeling vanaf één manuaal de andere manualen automatisch laten meespelen. Afhankelijk van het mechaniek en manualen spreekt men van schuifkoppeling, manuaalkoppeling, pedaalkoppeling. Sinds de 19e eeuw bouwt men orgels met octaafkoppelingen (subkoppels) zodat het octaafbereik zich nog vergroot.
Bijvoorbeeld: is het hoofdwerk (I) gekoppeld aan het zwelwerk (II) met een suboctaafkoppeling, dan zal op het andere klavier dezelfde noot een octaaf lager meespelen. Een organist kan dus van een 4' een 8' maken en van een 8' een 16', of van een 16' een 32'. Er bestaat ook een superoctaafkoppeling. Deze koppelt een octaaf hoger.
Tremulant
Een pijporgel maakt in principe gebruik van lucht onder constante druk, maar niets weerhoudt de bouwers ervan om daar ook mee te experimenteren. De tremulant is dan ook op meerdere orgels in gebruik: in de 18e-eeuwse instrumenten als inliggende tremulant, op romantische orgels met zwelwerk als opliggende tremulant.
Het woord komt van tremulare, wat trillen betekent. Door de luchttoevoer met twee tot acht trillingen per seconde te variëren voordat deze de pijp bereikt ontstaat een klank in schokjes. Bij de inliggende tremulant wordt in een horizontaal lopend windkanaal een schuinliggend kaderwerkje geplaatst waarop een klep rust. Op de klep bevindt zich een metalen veer met op het uiteinde een loden gewicht. Met behulp van een metalen staaf kan de klep omhoog worden gezet zodat de wind ongehinderd door het kanaal kan stromen. Wordt de klep losgelaten dan ligt hij op het kaderwerk en zal door de aanstromende wind worden omhooggedrukt. De veer met gewicht zorgt voor tegendruk, zodat een slaande beweging ontstaat waardoor de luchtstroom "tremuleert".
Bij de opliggende tremulant bouwt de bouwer op een verticaal lopend windkanaal een extra balgje dat beheerst wordt door een veer en een gewicht. Door het register (of pedaal) te selecteren loopt dat extra balgje vol met lucht en de veer stoot het balgje leeg in de vertakking. De lucht komt dus in schokjes terecht bij de pijpen, zodat de klank ook in schokjes ontstaat. Door de veer te reguleren kan men de frequentie bepalen van het aantal trillingen. Op grote orgels vindt men soms een Tremblant Fort (= opliggende tremulant) en Tremblant Doux (inliggende tremulant).
Appel aux anches
Orgelbouwers bouwden ook extra pedalen, zodat er meer mogelijkheden bestonden om het spel te laten variëren, terwijl de organist eenvoudig kon doorspelen. Zo bestaan er treden die een bepaalde registerfamilie kunnen 'oproepen'. Dit geldt bijvoorbeeld voor de tongwerken ('anches' in het Frans). Deze werden vaak als allerlaatste ingeschakeld, zodat de klank op het einde het luidste klonk.
Zweltrede en zwelkast
In de 19e eeuw ging het orgel veel gelijkenissen vertonen met een symfonieorkest, er waren allerlei soorten klankkleuren en speelhulpen. Toch wilden bouwers al eeuwen een orgel vervaardigen dat van fortissimo (zonder grote 'schokken') naar pianissimo zou kunnen gaan en omgekeerd. De grote vooruitgang om dit te bereiken bestond er in om een 'werk' in te bouwen in een geïsoleerde kast die langs de voorzijde dankzij jaloezieën open of gesloten kon worden door het bedienen van de zweltrede (zwelpedaal). Het resultaat was zeer effectief zodat dit een onmisbaar gedeelte van de orgelbouw werd. Later zouden nog meer pogingen in die zin ondernomen worden zodat het recit expressif als zelfstandig instrument zou doorgroeien tot een nieuw instrument; het orgue expressif, beter bekend als het harmonium.

### De mechaniek: de tracturen

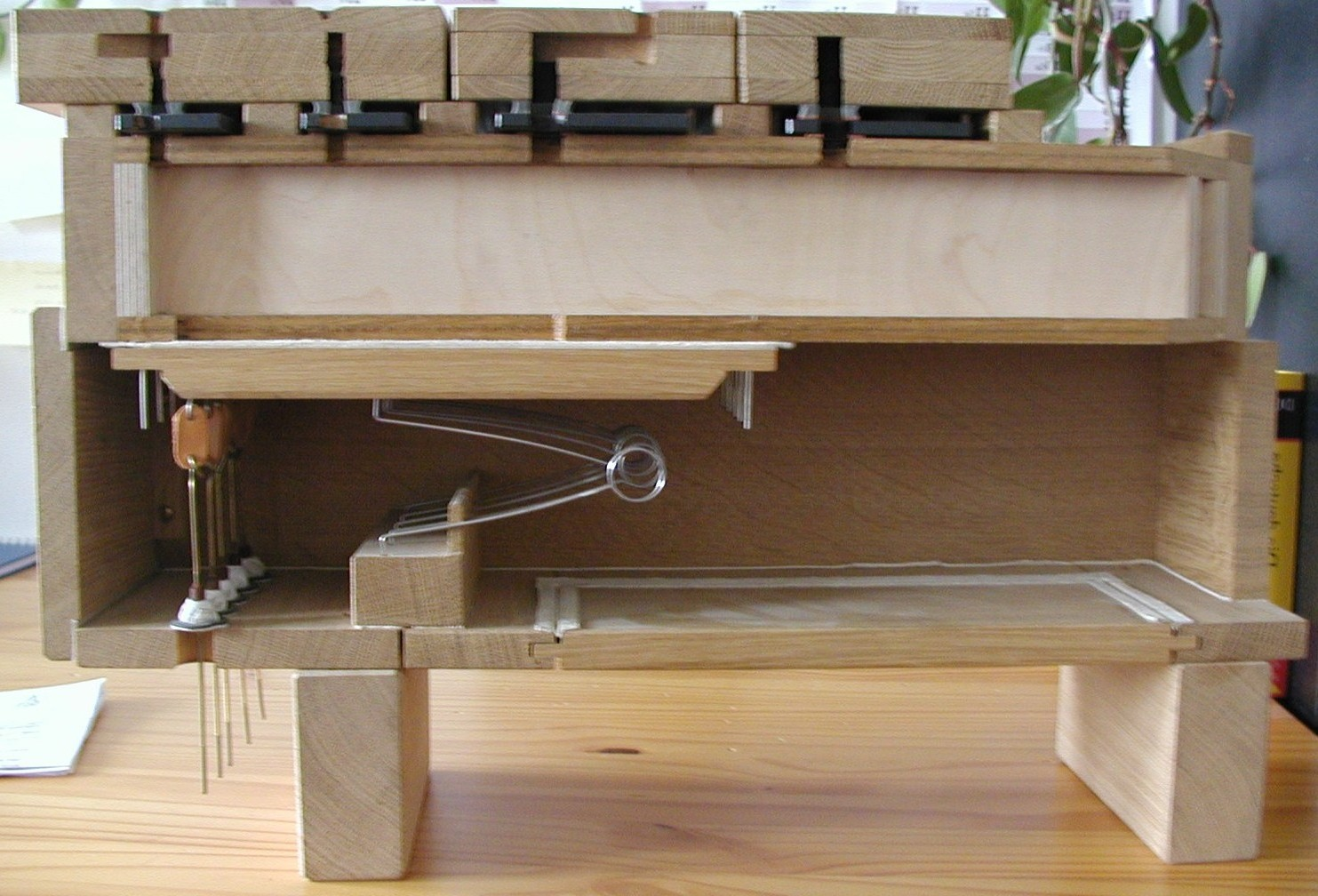
Doorsnede van een windlade met mechanische tractuur

De verbinding tussen toets en pijp of tussen registertrekker en orgelregister benoemen we als 'tractuur'. Oude orgels bedienden met manualen (klavieren voor de handen) alle kleppen via een mechanisch stangenstelsel, de zogenaamde toetstractuur.
Door een toenemend aantal 8-voets registers in orgel (grotere windvraag) en de ook steeds hoger wordende winddrukken werden orgels in de 19e eeuw erg zwaar om te bespelen (tot soms wel 2 kg per toets). Al vanaf 1840 werd de door de Engelsman Barker uitgevonden Barkermachine in orgels toegepast, waarbij er een soort pneumatisch relais midden in de tractuur werd gebouwd. Eind 19e eeuw werd de pneumatische tractuur uitgevonden waarbij de mechanische bediening van registers en de verbinding tussen toets en pijp geheel door middel van luchtdruk tot stand kwam. Nadeel hiervan was dat zo'n orgel soms trager (lui) reageerde.
Later werd de elektropneumatische tractuur ontwikkeld waarbij de toetsen van de klavieren voorzien zijn van schakelaars en waarbij hiermee ingeschakelde elektromagneten de kleppen in de windladen bedienen. Voordelen van elektromagnetische tractuur zijn:
- De speeltafel kan mobiel zijn opgesteld en kan zelfs op grote afstand van het orgel worden geplaatst.
- De toepassing van elektrotechniek maakt het mogelijk om met één druk op een knop volledig van klankkleur en -sterkte te wisselen.

Tegenwoordig wordt bij nieuwbouw van orgels veelal teruggegrepen naar de aloude mechanische tractuur. De voordelen hiervan zijn:
- De organist heeft echt "voeling" met het instrument. Het touchér is vele malen beter te beïnvloeden, waardoor de articulatie preciezer is.
- Men kan tegenwoordig zeer licht werkende mechanische tracturen bouwen, waardoor zelfs bij hogere winddrukken een aangename speelaard kan worden gecreëerd.

### Windvoorziening (conflatorium)
Om lucht door de orgelpijpen te kunnen blazen is er "wind" nodig: dat is lucht onder druk. Het windwerk bestaat uit elementen om wind op te wekken, elementen die druk regelen en elementen die de wind naar de windlade (waarop de pijpen staan) brengen.
Het opwekken van de druk kan op twee manieren:
- door een schepbalg, een blaasbalg zoals die van een smid, die met de voet of de hand bediend wordt door de zogenoemde orgeltrapper of calcant
- door een windmachine, een centrifugaalventilator met een vast aangekoppelde elektromotor. Deze moet apart aangezet worden voordat er op het orgel kan worden gespeeld. Hiervoor zit dan vaak een aparte knop op of naast de speeltafel.

Soms gebruikt men beide naast elkaar. De windmachine wordt gebruikt om doorlopend te kunnen spelen zonder een helper (de calcant), die de balg moet bedienen. De schepbalg kan aangesproken worden bij uitval van elektriciteit.
Om de druk te regelen wordt het bovenblad van de balg verzwaard met gewichten. Aanvankelijk gebruikte men meerdere spaanbalgen (ook wel keilbalgen) om de wind op te wekken en de druk te bepalen. In Frankrijk en de Zuidelijke Nederlanden ontwikkelde zich de vouwbalg (een spaanbalg met meerdere vouwen). Vanaf het midden van de 19de eeuw werd de horizontaal opgaande magazijnbalg ingevoerd met een beweegbaar bovenblad en vouwen in de zijwand, om een meer constante druk te verkrijgen en de schokken op te vangen.
Het windkanaal (of meerdere windkanalen) brengt de wind naar de windlade, waar de pijpen op staan.

### Pijpwerk

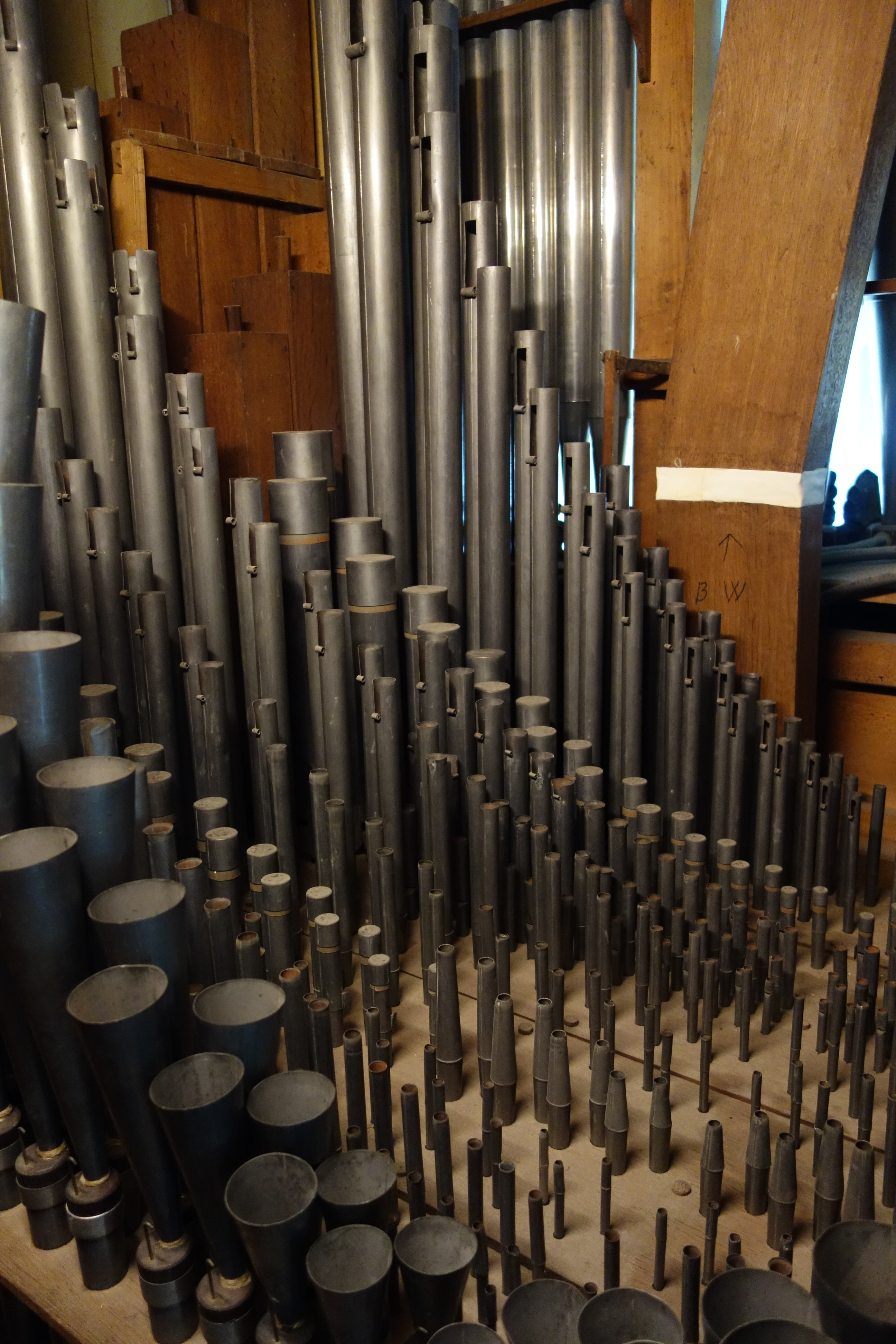
Verschillende soorten pijpen in het orgel van de Hervormde Kerk van Blokker

Dit is het sprekend gedeelte van de orgel dat dus de klank voortbrengt. Net zoals bij alle andere klavierinstrumenten is er voor elke toets één klank, die vastligt (uitgezonderd de aliquoten). Een orgel haalt zijn klank uit de pijpen, waardoor lucht stroomt, volgens hetzelfde principe als bij de fluitfamilie, alleen kan een fluitspeler zelf de toonhoogte bepalen door al dan niet de gaatjes af te dekken, waardoor de lengte van de resonantieruime (buis) vergroot wordt. Omdat men niet de mogelijkheid heeft om de lengte van de pijp te laten variëren is men dus genoodzaakt om per noot één pijp te bouwen. Dat betekent niet dat er per toets ook één pijp klinkt; dat is afhankelijk van welke registers ingeschakeld zijn. Elk register heeft zijn specifieke klankkleur.

#### Plenum
Wanneer van de registers alle labialen zijn ingeschakeld, spreekt men van het (klein) plenum (vol). Soms wordt met het (klein) plenum alleen het zogenoemde prestantenkoor bedoeld. Als alle registers zijn getrokken (aan staan), wordt dat 'tutti' genoemd (of groot plenum). Het orgel speelt dan met zo groot mogelijk volume. In het Frans wordt dit aangeduid met respectievelijk "plein jeu" (het volle werk zonder tongwerken) en "grand jeu" (inclusief de tongwerken). Overigens wordt in de Franse barokke orgelliteratuur onder plein jeu alléén het prestantenplenum verstaan, prestanten en bourdons met mixturen en cymbalen, en onder grand jeu het tongenplenum, zijnde prestanten, bourdons, cornetten en trompetten, evenwel zónder mixturen en cymbalen. In de Franse barok werd nóóit het tutti van het orgel gebruikt.

### De orgelkast en het front
De orgelkas(t) of orgelbuffet is de kast waarin zich het pijpwerk van een pijporgel bevindt. Tijdens het gildenstelsel lieten veel orgelbouwers het maken van de orgelkast over aan gespecialiseerde houtbewerkers en beeldsnijders.

#### Frontindeling
In een klassieke frontindeling, staat het Hoofdwerk (Grand Orgue) centraal onder het Rugpositief (Positif (de Dos)), soms uitgevoerd als Onderpositief in de hoofdkas (Positif (Intérieure)). Daarboven bevindt zich het Bovenwerk, soms uitgevoerd als Zwelwerk (Récit (Expressif)). Aan de zijkanten staan de Pedaaltorens. Als er – overigens bij hoge uitzondering – een Chamadewerk (Solo) aanwezig is – ook wel aangeduid met Spaanse Trompetten – dan bevindt zich dat altijd juist boven de organist.
Uiteraard komen er op deze indeling talloze varianten voor.

## Stemming, onderhoud en restauratie

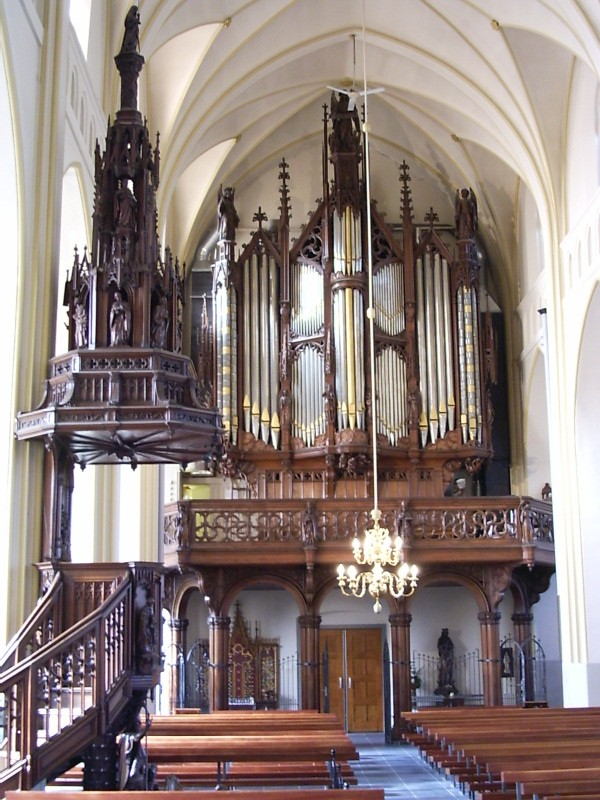
Orgel RK kerk te Schijndel

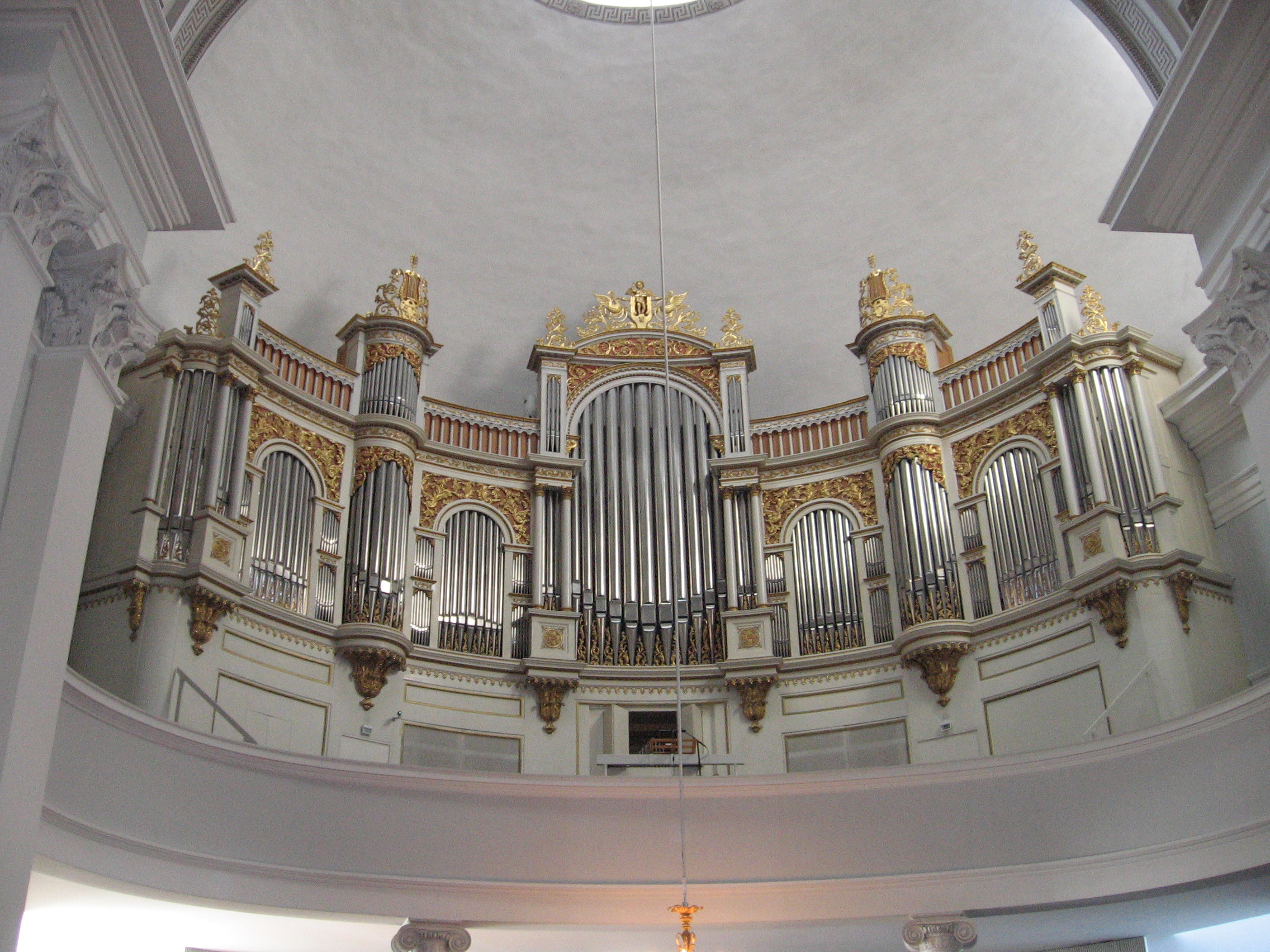
Orgel in de Kathedraal van Helsinki

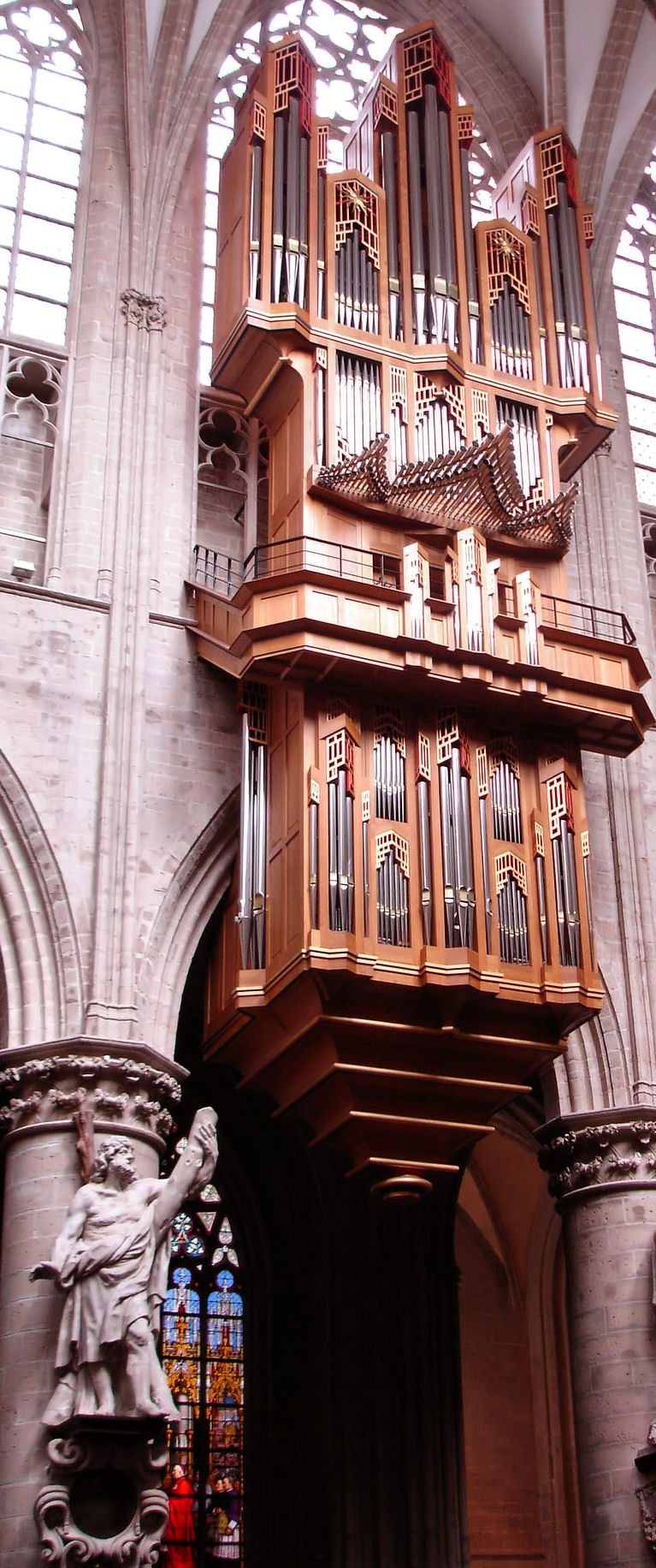
Orgel in de Kathedraal van Brussel, gebouwd 2000 met chamadewerk

### Stembeurt van een orgel
Het onderhoud van een orgel gebeurt door de orgelbouwer. De intonateur zorgt ervoor dat alle registers een mooie kleur, uitspraak en karakter krijgen. Om de pijp op juiste frequentie te stemmen moet men de lengte minutieus kunnen veranderen. Een goed orgel wordt ongeveer één keer per drie jaar generaal gestemd, waarbij alle pijpen opnieuw worden nagelopen. Eens per jaar wordt een grote stembeurt uitgevoerd waarbij de hinderlijkste ontstemmingen worden verholpen. Daarnaast is het vaak de plaatselijke organist die de tongwerken op geregelde (wekelijkse) basis bijhoudt.
Door de variaties in de luchtvochtigheid en temperatuur gaat het metaal uitzetten of krimpen, waardoor de corpuslengte verandert. Dit is een van de redenen waarom een kerk zeer langzaam moet worden opgewarmd. Ontstemming wordt daarnaast in belangrijke mate bepaald door de temperatuur en consistentie van de lucht in de pijp. Warme lucht is dunner dan koude en geeft daardoor een hogere toon. Het stemmen gebeurt afhankelijk van het register door middel van een systeem eigen aan de pijp, de stemrand, stemkrul, stemhoed, stemring of stemlap, te verplaatsen.
Bij de gedekte pijpen kan men stemmen door de hoed of de stop te verhogen of te verlagen, bij de praestanten en strijkers en zwevingen door de stemkrul af of op te rollen.
Een tongwerk (bijvoorbeeld fagot 8') wordt gestemd door de stemkruk die op de tong zit naar boven of beneden te verschuiven. De tongwerken zijn door hun bouw niet zo snel onderhevig aan uitzetten van het metaal, de toonhoogte blijft iets constanter terwijl de labialen gezamenlijk een beetje zakken of stijgen. De tongwerken moeten dus frequenter worden bijgestemd.
Een orgel stemmen is een hele klus die vaak niet door één persoon alleen uit te voeren is. Iemand moet het klavier bespelen terwijl een ander stemt. Bij kleinere orgels is het wel mogelijk een loodje op een toets te leggen om vervolgens naar de pijpen te lopen. Sommige orgelbouwers zijn in het bezit van een toestel (Orgamat) waarbij de toetsen door stiften worden ingedrukt. Hoe meer registers, hoe langer het stemwerk duurt – soms dagenlang. Natuurlijk is het goedkoper om een orgel goed te onderhouden, zodat grote problemen kunnen worden vermeden.
De stembeurt begint door het leggen van de temperatuur in het klein octaaf van de Octaaf 4' van het hoofdwerk. Een goede stemmer bepaalt het aantal zwevingen binnen dat octaaf aan de hand van een vaste puls, een metronoom of (praktischer) een polshorloge. Soms wordt een stemapparaat gebruikt. Daarna wordt het hele register doorgestemd en komen de andere labialen aan de beurt, gevolgd door de aliquoten. Als laatste komen de tongwerken aan de beurt. Het materiaal om te stemmen hangt af van de steminrichting op de pijp. In principe wordt zoveel mogelijk buiten het stookseizoen gestemd omdat dan de temperatuur in de gebouwen het meest constant is.
Bij het stemmen zal een pijp nooit met de hand aangeraakt worden omdat de lichaamswarmte dan wordt doorgegeven, waardoor de luchtstroom verandert en de pijp verkeerd gestemd wordt. Hiervoor worden handschoenen gebruikt. Ook voor pijpen in het front is dit extra handig zodat er geen vettige hand of vingerafdrukken worden achtergelaten.

### Stemming van een orgel
Orgels worden vaak in een specifieke temperatuur gestemd. Tot aan de 19de eeuw bleven verschillende orgelbouwers hun orgels stemmen in een middentoonstemming of een andere historische stemming, zoals bijvoorbeeld die van Andreas Werckmeister en de Kirnbergerstemming.